# Trint
 (février 2025).
Motif : Sources ? Notoriété ?
- Archive Wikiwix
- Bing
- Cairn
- DuckDuckGo
- E. Universalis
- Gallica
- Google
- G. Books
- G. News
- G. Scholar
- Persée
- Qwant
- (zh) Baidu
- (ru) Yandex
- (wd) trouver des œuvres sur Wikidata

| 1. | Préciser le motif de la pose du bandeau. | Précisez le motif de la pose du bandeau en utilisant la syntaxe suivante : {{admissibilité à vérifier\|date=mai 2025\|motif=remplacez ce texte par le motif}}              |
| 2. | Informer les utilisateurs concernés.     | Pensez à avertir le créateur de l'article, par exemple, en insérant le code ci-dessous sur sa page de discussion : {{subst:avertissement admissibilité à vérifier\|Trint}} |

Trint est un logiciel de transcription audio et vidéo à destination des journalistes utilisant l'intelligence artificielle pour convertir des fichiers en texte dans plus de 40 langues. Le logiciel propose aussi une transcription en temps réel lors d’événements en live. Trint propose des outils collaboratifs permettant d'éditer des documents en temps réel et de partager des transcriptions avec d'autres utilisateurs,.